# Sucy-en-Brie
Sucy-en-Brie és un municipi francès, situat al departament de la Val-de-Marne i a la regió de l'Illa de França. L'any 1999 tenia 24.812 habitants.
Forma part del cantó de Saint-Maur-des-Fossés-2 i del districte de Créteil. I des del 2016, de la divisió Grand Paris Sud Est Avenir de la Metròpoli del Gran París.